# Kytín
Kytín (en allemand : Kitin) est une commune du district de Benešov, dans la région de Bohême-Centrale, en République tchèque. Sa population s'élevait à 543 habitants en 2020.

## Géographie
Kytín se trouve à 4 km au sud-ouest du centre de Mníšek pod Brdy, à 25 km au sud-ouest de Příbram et à 30 km au sud-ouest de Prague.
La commune est limitée par Dobříš à l'ouest et au nord, par Mníšek pod Brdy à l'est, et par Voznice au sud.

## Histoire
La première mention écrite de la localité date de 1321.